# Villanueva de la Concepción
Villanueva de la Concepción – gmina w Hiszpanii, w prowincji Malaga, w Andaluzji, o powierzchni 67,37 km². W 2011 roku gmina liczyła 3465 mieszkańców.